# La Palma del Condado

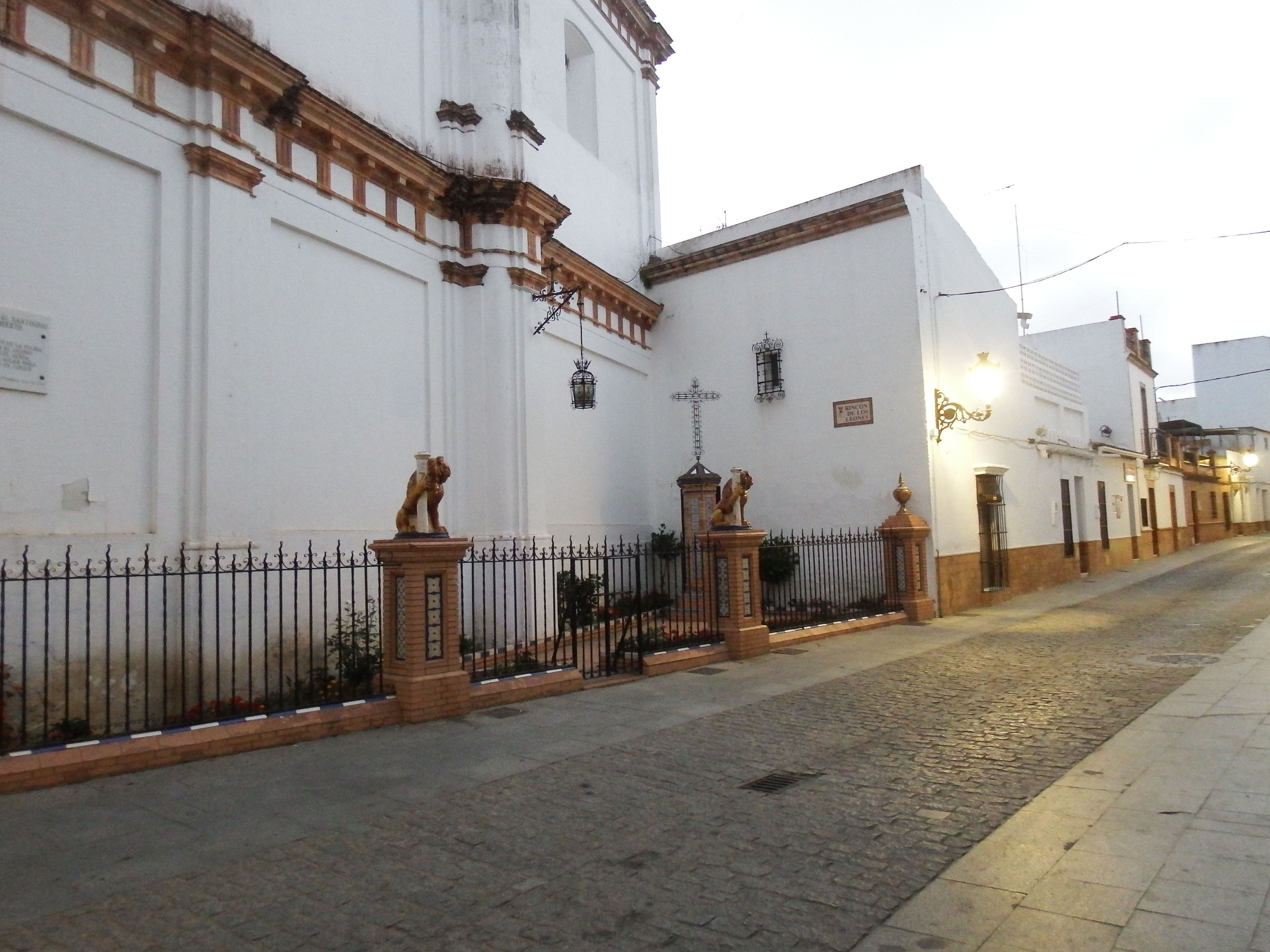

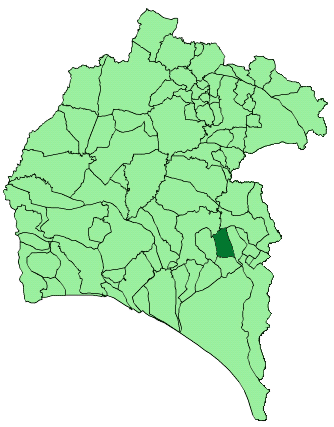
Bản đồ La Palma del Condado, Huelva

La Palma del Condado là một thị trấn và đô thị ở tỉnh Huelva, Tây Ban Nha. Theo điều tra dân số năm 2005, đô thị này có dân số 9.925 người. Năm 2007, ước tính dân số là 10.192 người. Đô thị này có diện tích 61 km² và mật độ dân số 162,7 người/km². Đô thị này nằm ở độ cao 93m và cách tỉnh lỵ Huelva 42 km. 